# Kościół św. Wawrzyńca w Mikołowie-Mokrem
Kościół Świętego Wawrzyńca w Mikołowie-Mokrem – rzymskokatolicki kościół parafialny w Mikołowie, w dzielnicy Mokre, w województwie śląskim. Należy do dekanatu Mikołów archidiecezji katowickiej. Stoi przy ulicy Zamkowej.

## Historia
Świątynia murowana została zbudowana w połowie XVI wieku. Kościół w czasie reformacji i aż do czasów ponownego przejęcia go przez księży katolickich był zaniedbany i niszczał. W 1716 roku rozpoczęto remont i odbudowę świątyni. Przywrócone zostały w jego wnętrzu wymagane urządzenia, sprzęty i ozdoby. Zostało wykonane nowe pokrycie dachu i rozszerzono budowlę przez dostawienie obu bocznych kaplic. W 1863 roku kościół został przebudowany i rozszerzony. Dobudowana została od frontu świątyni okazała wieża. W 1886 roku kościół został wymalowany a w 1888 roku została umieszczona w nim nowa Droga Krzyżowa z rzeźbionymi stacjami. Kolejne remonty świątyni miały miejsce w latach 1992 - 1994  i w latach 1995 - 2006. Prace obejmowały: remont kościoła po szkodach górniczych, wymianę starych okien na witraże, montaż zegara i dzwonów elektronicznych na wieży, wykonanie oświetlenia na zewnątrz świątyni i ogrzewania elektrycznego wnętrza, a także odnowienie ołtarzów. W 2000 roku w kościele wmurowana została tablica upamiętniająca 75 lat istnienia archidiecezji katowickiej.
Obecnie (2014) trwa remont elewacji kościoła.

## Wyposażenie
Do wyposażenia świątyni należą: figura Matki Bożej Anielskiej, organy i chrzcielnica z końca XVII stulecia, kaplica z XVIII wieku i zewnętrzna kaplica pw. św. Jana Nepomucena i stacje Drogi Krzyżowej wykonane w 1888 roku.